# Fortepian Rubinsteina
Pomnik Artura Rubinsteina jest częścią Galerii Wielkich Łodzian, która od 1999 roku zdobi ul. Piotrkowską wykonywanymi w brązie rzeźbami plenerowymi stojącymi na chodnikach, upamiętniającymi sławne osoby związane z Łodzią.
Pomnik został odsłonięty 23 września 2000 roku z okazji Światowego Spotkania Łodzian. Autorem projektu jest Marcel Szytenchelm. Został wykonany w odlewni Artproduct Studio Szymanowo z Poznania. Pomnik ustawiono przed kamienicą przy Piotrkowskiej 78 gdzie niegdyś mieszkał znany pianista.
Pomnik przedstawia Artura Rubinsteina siedzącego przy fortepianie z dłoniami na klawiaturze. Podniesiona klapa instrumentu przypomina ptasie skrzydło. Obok fortepinu leży klucz wiolinowy.
Pierwotnie, po wrzuceniu monety do mechanizmu ukrytego we wnętrzu pomnika, urządzenie odtwarzało Koncert f-moll Chopina, Koncert fortepianowy b-moll Czajkowskiego, Walc cis-moll Chopina lub Polonez As-dur Chopina. Jednak po interwencjach firmy Sony BMG, która domagała się tantiem za odtwarzane utwory, wyłączono urządzenie odtwarzające muzykę.
Przeciw wystawieniu pomnika protestowała rodzina Artura Rubinsteina. W imieniu jego rodziny, córka artysty Eva Rubinstein wystosowała pisma protestacyjne do Urzędu Miasta Łodzi i Kancelarii Premiera RP, twierdząc, że forma pomnika i jego niska wartość artystyczna obraża pamięć artysty. Eva Rubinstein ze względu na obecność pomnika odmawiała przez 6 lat przyjazdu do Łodzi na uroczystości poświęcone swojemu ojcu. Wśród artystów plastyków i środowiska muzycznego w Łodzi pomnik również wywołał liczne kontrowersje. Istnieją plany aby usunąć istniejący pomnik i umieścić w jego miejscu bardziej wartościowe artystycznie dzieło poświęcone temu samemu artyście.